# نبی ایلا
نبی ایلا (به عربی: نبی أیلا) یک منطقهٔ مسکونی در لبنان است که در شهرستان زحله واقع شده‌است. نبی ایلا ۱٬۰۵۰ متر بالاتر از سطح دریا واقع شده‌است.